# Banquise antarctique

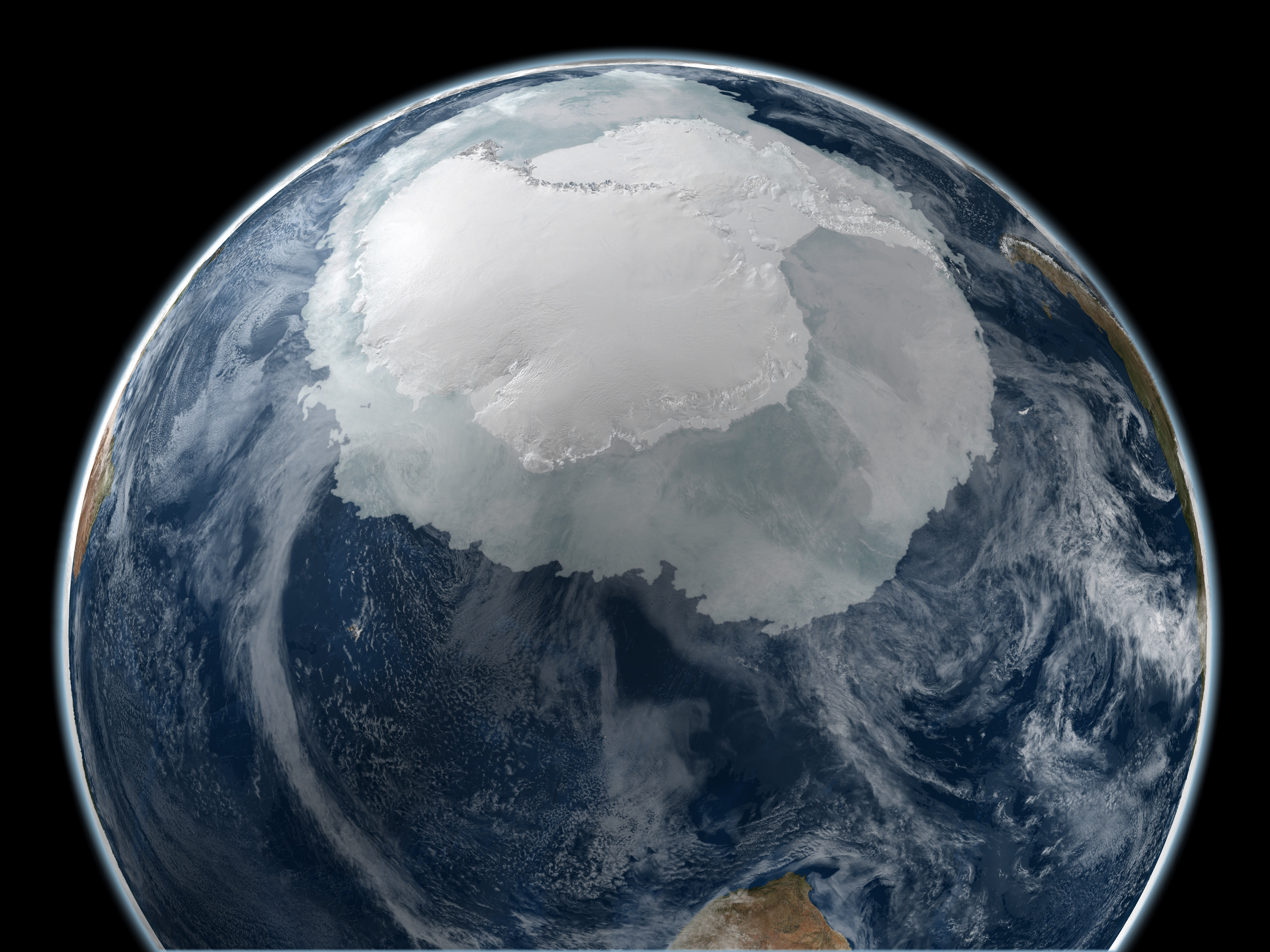
Image satellite de la zone australe montrant l'Antarctique entouré par la banquise antarctique.

La banquise antarctique est la banquise de mer qui se forme sur une partie de l'océan Austral, autour du continent antarctique, au-devant des côtes et des barrières de glace. Son extension est maximale au cours de l'hiver austral et minimale au cours de l'été austral, jusqu'à parfois disparaitre en quasi-totalité.
Sa superficie tend à diminuer en raison du changement climatique. Soumise à de forts courants marins, la banquise antarctique de déplace et se déforme constamment, entraînant à la dérive les icebergs et les navires qu'elle aurait pu piéger.